# Hotel Ucraina
L'hotel Ucraina (in russo Гости́ница «Украи́на»?), oggi noto come hotel Radisson-Royal (in russo Гостиница «Рэдиссон Ройал»?), è uno dei sette grattacieli moscoviti progettati durante il periodo stalinista e noti come Sette Sorelle di Mosca.

## Caratteristiche
La sua costruzione fu iniziata nel settembre 1953 e conclusa nel 1957 su progetto degli architetti Arkady Mordvinov e Vyacheslav Oltarzhevsky. La torre principale ha 34 piani e un'altezza di 198 metri, che ne fa il secondo edificio più alto delle Sette Sorelle dopo la torre principale dell'Università statale di Mosca.
Fino al 1976, anno in cui fu completato il Westin Peachtree Plaza Hotel ad Atlanta, è stato il più alto albergo del mondo. L'edificio fu ristrutturato tra il 2007 e il 2010 e cambiò nome in Hotel Radisson Royal, il quale dispone di 505 stanze, 38 appartamenti, vari ristoranti e saloni per conferenze nonché di un centro benessere.